# Майский (Пензенская область)
Ма́йский — бывший посёлок сельского типа Кировского сельсовета Сердобского района Пензенской области. На 1 января 2004 года — 1 хозяйство, 1 житель.

## География
Посёлок расположен на севере Сердобского района. Расстояние до административного центра сельсовета села Кирово — 13 км, расстояние до районного центра город Сердобск — 41 км.

## История
По исследованиям историка — краеведа Полубоярова М. С., посёлок основан между 1926 и 1939 годами,  в 1955 году — в Свищёвском районе Пензенской области, в 1957 году передан в Сердобский район.. С 1 января 2015 года посёлок Майский исключён из учётных данных административно-территориального устройства Пензенской области как прекративший своё существование населённый пункт в связи с отсутствием зарегистрированного населения.

## Численность населения
| год                | 1959 | 1979 | 1989 | 1996 | 2004 |
| ------------------ | ---- | ---- | ---- | ---- | ---- |
| количество жителей | 179  | 70   | 32   | 9    | 1    |